# Trance 80's
Trance 80’s är ett varumärke för samlingsalbum som ägs av Polystar Records. Det första albumet, Trance 80's Vol 1, kom ut 2002.
Samlingsalbumen innehåller låtar från 1980-talet som är anpassade till trance-versioner.
Totalt hade det i januari 2009 getts ut 5 album i Sverige.

## Album i serien
| Titel             | Antal Spår | Typ       | Utgivningsdatum | Högsta topplisteplacering | Högsta samlings-liste-placering: | Antal veckor på topplistan: |
| ----------------- | ---------- | --------- | --------------- | ------------------------- | -------------------------------- | --------------------------- |
| Trance 80's Vol 1 | 40         | Dubbel-CD | 2002-??-??      | ??                        | ??                               | ??                          |
| Trance 80's Vol 2 | 40         | Dubbel-CD | 2002-11-04      | ??                        | ??                               | ??                          |
| Trance 80's Vol 3 | 40         | Dubbel-CD | 2003-02-03      | ??                        | ??                               | ??                          |
| Trance 80's Vol 4 | 40         | Dubbel-CD | 2003-04-28      | ??                        | ??                               | ??                          |
| Trance 80's Vol 5 | 40         | Dubbel-CD | 2003-07-28      | ??                        | ??                               | ??                          |